# Romà de Cesarea
Romà de Cesarea o Romà d'Antioquia, és venerat com a màrtir per diverses confessions cristianes. La festivitat és el dia 18 de novembre.
En 303 o 304, quan començaven les persecucions de Dioclecià, un diaca anomenat Romà, de Cesarea de Palestina va patir martiri a Antioquia. Havia estat pres i condemnat a la foguera, i el van lligar a un pal. Com que l'emperador Galeri era a la ciutat, va ser portat a la seva presència; Galeri va fer que li tallessin la llengua i, després de diversos turments, va morir escanyat.
Eusebi de Cesarea n'explica el martiri a De martyribus Palestin. (c. ii). Prudenci (Peristephanon, X) dona altres detalls i diu que Romà va ser mort amb un company, Barulas. A partir d'això, alguns historiadors pensen que no es tracta de dos màrtirs diferents d'Antioquia, anomenats Romà, sinó que, possiblement, Prudenci introdueix a la història elements llegendaris, com el del company.
Barulas, com els sants Quirze i Julita de Tars, es venera com a sant nen. És venerat com a patró a Lloret de Mar, on se celebra la festa major petita per la seva diada. A Sevilla, té dedicada l'església de San Román.

## Iconografia
Se'l representa vestit amb hàbit de color fosc. Pot portar un bàcul, possiblement per confusió amb algun altre sant Romà abat, i també un llibre obert. El seu atribut més característic és la llengua, que li van tallar i que porta a la mà. Entre els episodis del seu martiri, és freqüent el de la foguera. Sovint apareix acompanyat del nen Barulas.
Obres;
- Retaule a l'església de Sant Romà de les Bons (Encamp, Andorra)
- Retaule procedent de Sant Romà dels Vilars, conservat a l'església de Sant Pere Màrtir d'Escaldes-Engordany
- Francisco de Zurbaránː Sant Romà i sant Barulas. 1638. Art Institute (Chicago)[2]

## Festa de Sant Romà a Lloret[3]

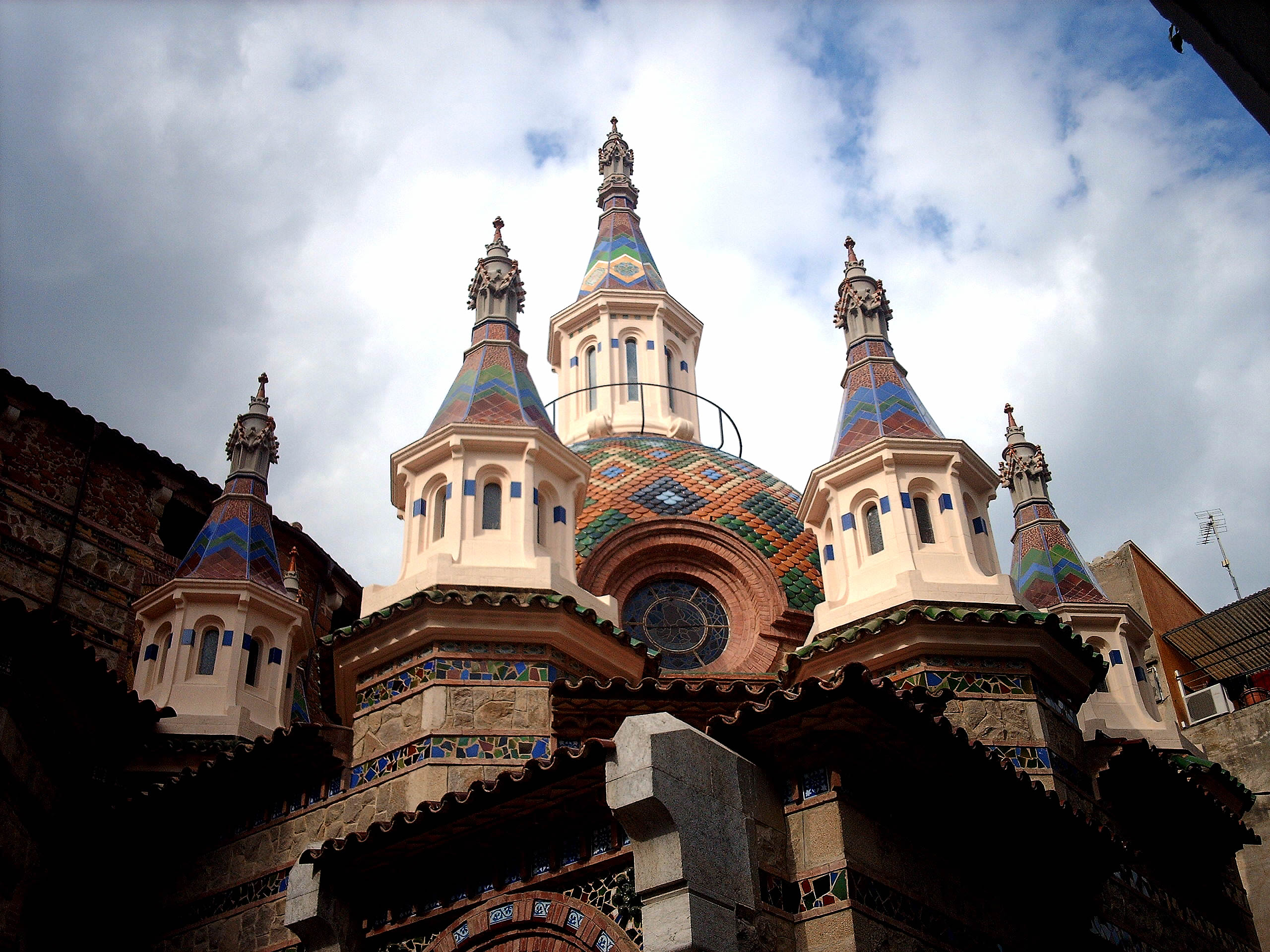
Església parroquial de S. Romà, a Lloret

La Festa Major de Sant Romà a Lloret de Mar (la Selva) té lloc durant la setmana del 18 de novembre. El dia central de la festa s'organitza una xocolatada per a tothom i la missa en honor del màrtir a l'església parroquial de Sant Romà al migdia. Es tracta d'un edifici d'estil gòtic de transició al renaixement construït entre els anys 1509 i 1522 i que conté retaules del segle xvi d'en Pere Serafí Lo grec i Jaume Fontanet, amb escenes de la vida del sant; s'hi venera una relíquia del sant.